# Mayasandra, Hiriyur
Mayasandra là một làng thuộc tehsil Hiriyur, huyện Chitradurga, bang Karnataka, Ấn Độ.